# マフムード・ニリ・アフマダバディ
- マフムード・ニリ・アーマダバディ
- ムハマド・ニリ・アーマダバディ
- マハムード・ニリ・アハマダバディ
- マハムド・ニリ・アハマダバディ

マフムード・ニリ・アフマダバディ（Mahmoud Nili-Ahmadabadi）は、イランの冶金学者。元テヘラン大学学長。元イラン冶金・材料工学学会会長。

## 人物・経歴
エスファハーン生まれ。1982年シーラーズ大学卒業。1989年にシャリーフ工科大学でMSc.の学位を取得した。
1991年から4年間東北大学に留学し、1994年東北大学大学院工学研究科修了、博士（工学）。
テヘラン大学工学部の冶金・材料工学の教授を務め、2014年には科学技術大臣候補とされたが、イランの議会において160対79で否決された。
同年テヘラン大学の学長に就任。2015年には日本を訪れ、龍谷大学や、早稲田大学との間で協定を締結するなどした。
イラン冶金・材料工学協会会長も務め、2019年にハサン・ロウハーニー大統領により洪水に関する国家報告特別委員会委員長に任命されたが、2021年に学長を解任された。

## 脚註
1. 1 2 3  Mahmoud Nili Ahmadabadi, Professorテヘラン大学
2. ↑  “Mahmoud Nili Ahmadabadi - Google Scholar Citations”. scholar.google.com. 2019年9月8日閲覧。
3. ↑  “Mahmoud Nili-Ahmadabadi | Professor | University of Tehran, Tehran | UT | School of Metallurgy and Materials Engineering | ResearchGate” (英語). ResearchGate. 2019年9月8日閲覧。
4. 1 2  本学初、イラン・イスラム共和国の早稲田大学
5. ↑  Structural control of 1% Mn ductile cast iron aided by modeling of solidification and austempering processes 1%Mn球状黒鉛鋳鉄の凝固とオーステンパ処理のモデル化による組織制御 Mahmoud Nili Ahmadabadi マハムド ニリ アハマダバディ
6. ↑  “Second Rank Medal-Distinguished Researcher : Mahmoud Nili-Ahmadabadi (Ph.D)”.   Utrf.ut.ac.ir. 2014年6月9日時点のオリジナルよりアーカイブ。2014年11月28日閲覧。
7. ↑  “CvPage - Mahmoud Nili Ahmadabadi”. rtis2.ut.ac.ir. 2019年9月8日閲覧。
8. ↑  “Mahmoud Nili Ahmadabadi - Personal page - Research Profile.UT”. profile.ut.ac.ir. 2019年9月8日閲覧。
9. ↑  Iran MPs reject Rouhani's nominee for science ministerBBC29 October 2014
10. ↑  Forouzanmehr, N., & Nili-Ahmadabadi, M. (January 01, 2014). Free Volume Study of Severely Plastic Deformed Pure Fe. Advanced Materials Research Zug-, 829, 110-114.
11. ↑  テヘラン大学長が総長を表敬訪問されました（2015年10月5日）京都大学
12. ↑  テヘラン大と協定　「日イランの友好に貢献」毎日新聞2015/10/8 17:50
13. ↑  محمود نیلی احمدآبادی
14. ↑  President appoints Dr Mahmoud Nili Ahmadabadi as head of “Special Commission for National Report on Floods”the President of the Islamic Republic of Iran
15. ↑  “Präsident der Teheraner Universität entlassen”.   Iran journal. 2023年11月30日閲覧。